# Rogneda falcata
Rogneda falcata är en plattmaskart som beskrevs av Brunet 1965. Rogneda falcata ingår i släktet Rogneda och familjen Polycystididae. Inga underarter finns listade i Catalogue of Life.